# 延辺人民放送局
延辺人民放送局（えんぺんじんみんほうそうきょく、中: 延边人民广播电台、朝: 연변인민방송국）は、中華人民共和国吉林省延辺朝鮮族自治州延吉市にあるラジオ放送局。放送言語は朝鮮語と中国語である。2014年に延辺テレビ局（延边电视台）と合併し、「延辺ラジオテレビジョン放送局（延边广播电视台）」が発足した。

## 概要
1946年7月1日に吉林省延吉新華放送局の名で朝鮮語放送と中国語放送を同時に開始した。1948年11月1日に現在の局名に改称された。番組は、ニュースや経済、科学、教育など多岐にわたって放送されている。2014年、延边电视台と合併し「延边广播电视台」（延辺テレビジョン放送）が設立。
2020年代に入ってからは、テレビ・ラジオ・インターネットを統合したメディア配信に注力しており、公式サイトではニュースや番組表の配信のほか、生放送やオンデマンド視聴も可能となっている。
- 中国語放送（1053kHz、20kW）送信所：北緯42度47分34.8秒 東経129度29分2.9秒 / 北緯42.793000度 東経129.484139度
  - 中国語ニュース綜合放送
  - 交通文芸放送
  - 旅行放送
    - 中波1053kHzは名古屋のCBCラジオと同一周波数のため、CBCラジオのサービスエリアにあたる地域（愛知・岐阜・三重の各県および周辺地域）では受信不可、受信困難。
- 朝鮮語放送
  - ニュース総合放送（1206kHz、AM）
  - 文芸生活放送（94.9MHz、FM）
    - 日本標準時21:00～22:00に、ニュース総合放送（1206kHz）を中央人民広播電台の民族の声で中継する。
    - 夜間は中波の可聴範囲が広がり、北海道や東京都、愛知県や大阪府、福岡県など国内各地で受信出来る。

## 放送時間・周波数（JST）
|          | 放送開始 | 放送終了 | 周波数            | 送信所    |
| -------- | -------- | -------- | ----------------- | --------- |
| 中波放送 | 0630     | 2405     | 1206kHz 1188kHz他 | 延吉 和竜 |
| FM放送   | 0630     | 2405     | 94.9MHz他         | 延吉      |

送信出力：中波1206kHzは200kW。
|          | 周波数          | 送信所 |
| -------- | --------------- | ------ |
| 中波放送 | 1053kHz 1566kHz | 延吉   |
| FM放送   | 98.3MHz         | 延吉   |

送信出力：中波1053kHzは20kW。
|        | 周波数   | 送信所 |
| ------ | -------- | ------ |
| FM放送 | 102.3MHz | 延吉   |